# Колесниченко, Анатолий Илларионович
Анатолий Илларионович Колисниченко (15 февраля 1943, с. Косаново, Винницкой области — 12 апреля 2015, Одесса) — советский и украинский писатель, новеллист, литературовед, преподаватель. Кандидат филологических наук (1996).

## Биография
Родился в 1943 году в селе Косаново Гайсинского района Винницкой области.
В 1962 году окончил Немировском педагогическом училище имени марко Вовчок, год работал учителем Каменской школы-интерната на Запорожье.
В 1963—1968 годах обучался на филологическом факультете Одесского государственного университета.
В 1968—1969 годах — преподаватель русского языка для иностранцев в Одесском медицинском институте.
В 1969—1973 годах — заведующий отделом Одесского областного телевидения, в 1973—1983 годах работал директором.
В 1983—1986 годах — председатель Одесского отделения Союза писателей Украинской ССР.
В 1985—1989 годах — депутат Одесского областного Совета народных депутатов.
В 1993—2012 годах преподавал в Одесском государственном университете — вначале старший преподаватель кафедры украиноведения, с 2000 года — доцент кафедры новейшей литературы и журналистики филологического факультета, с 2004 года — доцент кафедры украинской литературы. В 1996 году защитил кандидатскую диссертацию по творчеству Миколы Хвылевого, кандидат филологических наук.
Умер в 2015 году в Одессе.

## Творчество
Первые рассказы были опубликованы в журнале «Днепр» в 1966 году, через год в Одесском издательстве «Маяк» отдельным изданием вышел сборник рассказов писателя. Затем отдельными изданиями вышли четыре романа и восемь сборников рассказов.
Лауреат премии «За лучшую книгу года молодого писателя СССР» (1976), республиканской премии имени Юрия Яновского (1988).
Член Союза писателей СССР, был делегатом на Восьмом съезде Союза писателей СССР проходившего в 1986 году.
На русском языке в переводе Беллы Верниковой в московских издательствах были изданы в 1975 году в серии «Молодые писатели» издательства «Молодая гвардия» сборник «Далекий голос кукушки», в 1982 году в серии «Библиотека «Дружбы народов»» издательства «Известия» рассказ «Цезарь из Самосудов», а в 1985 году в авторизованном переводе роман «Птицы в открытом море» вышел в издательстве «Советский писатель».
По мотивам его рассказов снят телефильм «Далёкий голос кукушки» (1985) и фильм «Женихи» (1987).